# Passion 2:1
Passion 2:1 (ab 2022 Passion 21) ist ein multimediales Theaterstück, das die biblische Passionsgeschichte behandelt. Jesus selbst tritt darin nur mittelbar auf, im Mittelpunkt stehen die Figuren Judas, Magdalena, Simon Petrus, Pontius Pilatus und Kaiphas. Initiator des Projekts war der aus Norwegen stammende Pastor im Ruhestand Yngvar Aarseth. 

## Aufführungen
Das Stück sollte bereits 2020 aufgeführt werden, wozu es wegen der Corona-Krise allerdings nicht kam. Die Uraufführung fand schließlich am 7. April 2022 im Festspielhaus Neuschwanstein in Füssen statt. Für 2023 waren weitere Aufführungen in Wetzlar, Karlsruhe und Augsburg geplant, welche jedoch abgesagt wurden.

## Film
Da das Stück auch 2021 nicht vor Publikum aufgeführt werden konnte, entschloss die Macher sich es als Film zu inszenieren. Die Filmversion ist eine Mischung aus Theaterstück und Spielfilm: Die Schauspieler spielten vor einem schwarzen Hintergrund, welcher digital durch das jeweilige Szenenbild ersetzt wurde. Regie führte Manfred Schweigkofler, der auch das Drehbuch schrieb. Die beteiligten Darsteller waren:
- Michael Grimm als Kaiphas
- Christopher Brose als Judas
- Valentina Schatzer als Magdalena
- Christian Schöne als Petrus
- Stephan Lewetz als Pilatus

Die Filmfassung wurde am 2. April 2021 (Karfreitag) auf Bibel TV und Allgäu-TV erstausgestrahlt und wurde 2021 zu Ostern auf diversen Senden (u. a. Bibel TV, Rhein-Main-TV) gezeigt sowie zeitweise auf YouTube als Stream angeboten. 2022 wurde der Film überarbeitet und über Ostern erneut im TV ausgestrahlt sowie zeitweise auf Youtube als Stream angeboten.